# میشائل اشتیفل
میشائل اشتیفل  (انگلیسی: Michael Stifel؛ ۱۴۸۷ – ۱۹ آوریل ۱۵۶۷) یک دانشمند اهل آلمان بود.